# 그래핀

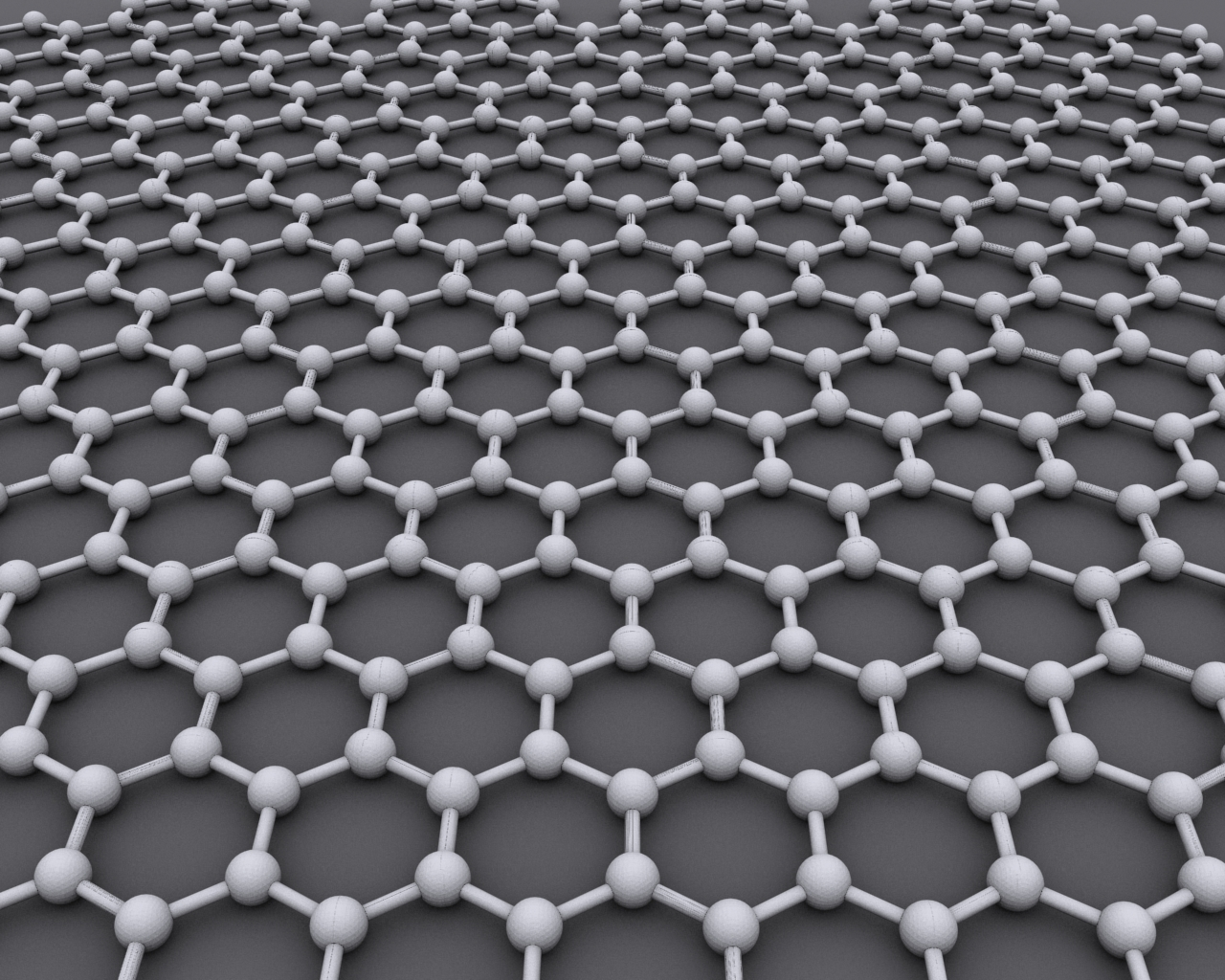
그래핀은 원자 크기의 벌집 격자이다.

그래핀 또는 그라펜(영어: graphene)은 탄소의 동소체 중 하나이며 탄소 원자들이 모여 2차원 평면을 이루고 있는 구조이다. 각 탄소 원자들은 육각형의 격자를 이루며 육각형의 꼭짓점에 탄소 원자가 위치하고 있는 모양이다. 이 모양을 벌집구조(honeycomb structure) 또는 벌집격자(honeycomb lattice)라고 부르기도 한다. 원자 1개의 두께로 이루어진 얇은 막으로, 두께는 0.2 nm(1nm은 10억 분의 1m) 즉 100억 분의 2m 정도로 엄청나게 얇으면서 물리적·화학적 안정성도 높다.
탄소의 다른 동소체에는 흑연, 탄소나노튜브, 풀러렌, 다이아몬드 등이 있다. 그래핀은 원자 한 층의 두께를 지니기 때문에 동일한 결합구조이지만 여러 층으로 구성되어 있는 흑연과는 확연히 다른 특성을 보인다.
그래핀이 주목받은 이유는 다음의 뛰어난 특성들 때문이다. 그래핀은 200,000 cm2/V•s의 매우 높은 전성(intrinsic) 전자이동도, ~5000 W/m•K의 높은 열전도도, ~1.0 TPa의 영 계수를 갖고 있으며 이론적 비표면적 또한 매우 크다. 또한 한 층으로 구성되어 있기 때문에 가시광선에 대한 흡수량이 매우 낮아 550nm의 파장을 갖는 빛에 대한 투과율이 97.7%로 확인되었다.
구리보다 100배 이상 전기가 잘 통하고, 반도체로 주로 쓰이는 단결정 실리콘보다 100배 이상 전자를 빠르게 이동시킬 수 있다. 강도는 강철보다 200배 이상 강하고, 최고의 열전도성을 자랑하는 다이아몬드보다 2배 이상 열전도성이 높으며, 탄성도 뛰어나 늘리거나 구부려도 전기적 성질을 잃지 않는다. 이런 특성으로 인해 그래핀은 차세대 신소재로 각광받는 탄소나노튜브를 뛰어넘는 소재로 평가받으며 ‘꿈의 나노물질'이라 불린다.

## 어원
graphene은 흑연을 뜻하는 'graphite'와 탄소이중결합을 가진 분자를 뜻하는 접미사 '-ene'를 결합하여 만든 용어이다.

## 역사
그래핀은 1947년부터 이론상으로는 제작이 가능할 것으로 알려져 있었다. 하지만 겹겹이 쌓인 흑연에서 그래핀만 분리하는 기술이 존재하지 않았기에 한동안은 말 그대로 이론으로만 존재하였다.
그러나 2004년 러시아 출신 물리학자 안드레 가임과 콘스탄틴 노보셀로프가 연필심에 스카치 테이프를 붙여 떼어낸 뒤, 테이프에 달라붙은 흑연 가루를 반복해서 유리 테이프로 떼어내는 방식으로 그래핀을 처음으로 분리하였다. 2010년 안드레 가임과 콘스탄틴 노보셀로프는 흑연에서 그래핀 만을 분리해낸 공로로 노벨 물리학상을 수상하였으며 그래핀을 다양한 영역에서 활용할 수 있게 하여 신소재 분야에 큰 업적을 남겼다.
그래핀의 물리적 화학적 기능은 현존하는 어떤 물질보다 뛰어나며, 활용 범위도 넓어 얇고 가벼우면서 내구성 강한 물체를 만들어 비행기나 자동차, 건축자재 등에 사용한다. 그래핀의 강도로 섬유를 만든다면 가장 가볍고 안전한 전투복과 방탄복을 만들 수 있다는 점에서 그래핀 시장에서는 그래핀을 이용한 탄소섬유가 주목받고 있기도 하다. 게다가 빠른 전기전도도는 전기저항을 줄여 의료산업 분야에서의 발전도 예상되고 있다.
하지만 그래핀을 상용화시키기 위해서는 안정적인 그래핀 생산 체계를 구축하는 것이 먼저인데, 그래핀을 안정적으로 생산해 내는 기술은 아직 개발되지 않은 상태로 머물러 있다.

## 성질
그래핀의 결정 구조는, 한 꼭짓점에 세 개의 결합이 붙는 원자 구조(sp2 결합)에 의해 육각형 형태의 연결이 2차원 방향으로 뻗어나간 모양을 한다. 결과적으로 넓게 퍼진 벌집 모양의 2차원 결정 모양을 갖게 된다. 그래핀이 원자 하나 두께의 얇은 막으로 존재하는 이유는 이 때문이다. 이 때문에 그래핀은 안정적인 분자 구조로 존재할 수 있는 세상에서 가장 얇은 재질이 된다.
그래핀은 다른 재질에서 얻을 수 없는 특이한 전기적 성질을 가진다. 그래핀은 반도체가 가지는 특징인 띠구조(band structure)를 가져 반금속(semi-metal)으로 분류되는데,(하지만 그래핀의 에너지 밴드가 너무 가까워 반도체로 재료로써 부적합하여 이 밴드갭의 영역을 확보하는 연구가 진행 중이다. 그래서 최근에는 그래핀 이외에 2차원 물질을 통해 흑린 등 반도체의 재료로 활용하는 연구가 진행 중이다.) 이는 다시 말해 기존의 실리콘 대신 그래핀으로 반도체를 만들 수 있다는 것이다. 그래핀 내부의 전자는 이상하게도 질량이 0인 것처럼 행동한다. 그 이동 속도는 광속(299,792,458 m/s)에 가깝다. 이러한 성질 때문에, 그래핀은 고속 트랜지스터 등 차세대 전자 재료의 유력한 후보로 기대되고 있다.
그래핀이 나타내는 흥미로운 물리 현상 중 하나로 양자 홀 효과가 있다. 전자 분포가 2차원 평면에 넓게 퍼져 있는 상태에서 강한 자기장을 가할 때, 전자의 궤도나 에너지 준위가 이산적인 값을 띄는 (양자화되는) 현상이다. 이는 일반적으로 극저온에서만 관찰 가능하고, 반도체의 품질이 높다는 증거로 이용되고 있지만 그래핀에서는 이 현상이 상온에서도 관찰된다.
그래핀의 열 전도도는 5000k로 높은 열 전도도를 가진 다이아몬드의 2배 이상, 구리 12배 이상 높다. 또한 그래핀의 열 전도성은 연구가 활발한 분야인데 그 이유는 온도 조절 기능의 가능성 때문이다. 초기 관측의 결과는 상온에서 그래핀이 열분해 탄소보다 훨씬 높은 열 전도성을 보이는 것으로 나타났다. 그러나 후기의 연구에서, 한 층의 그래핀으로 실험했을 때, 열분해 탄소와 비슷한 열 전도성을 나타냈고, 이전의 결과는 실험 오류라는 의문을 제시했다. 측정 범위가 큰 것은 그래핀의 질이나 생산 조건뿐 아니라 측정의 불확정성이 큰 것에 의해 일어난다. 게다가, 상온에서 단일층의 그래핀이 비정질 물질에 더해질 때, 기질에 의한 그래핀 격자 파동의 흩어짐으로 인해 열 전도성이 매우 떨어지는 것으로 알려졌고, 비정질 산화물에 둘러싸인 그래핀은 열 전도성이 더 떨어질 수 있다. 이처럼, 중합 잔여물은 열 전도성을 낮출 수 있다.
그래핀은 강도 또한 매우 뛰어난데, 강철의 약 200배 정도 더 높은 것으로 알려져 있다.

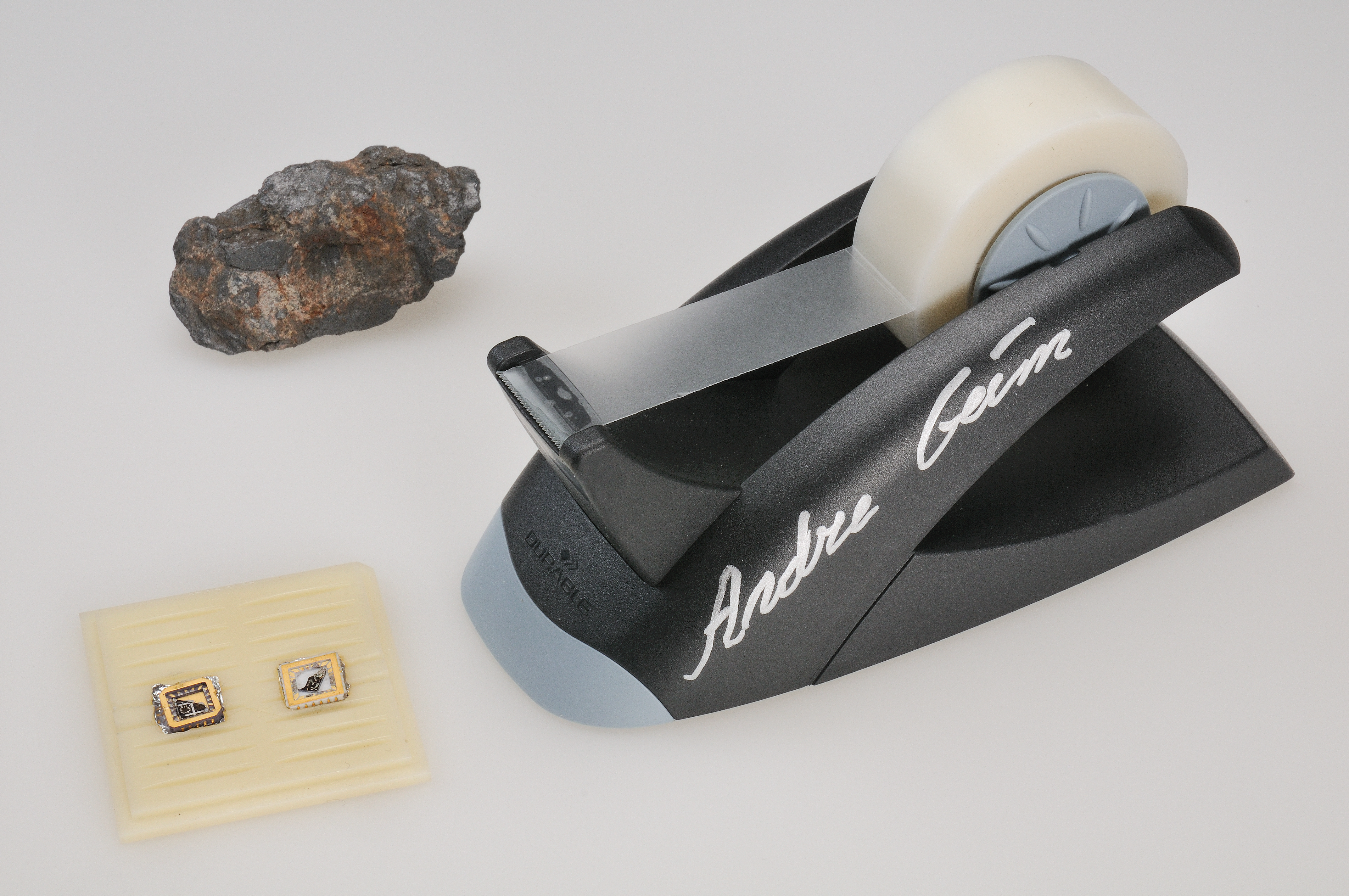
흑연덩이와 그래핀 트랜지스터, 유리테이프. 가임과 노보슬로프가 지난 2010년 스톡홀름 노벨 박물관에 기증한 것들이다.

## 응용 분야
그래핀 나노 소재는 다양한 성능과 파급효과를 가지며 이를 이용한 부품 및 완제품, 관련 '원소재' 장비 등의 솔루션을 포함하는 산업으로서 응용분야는 무궁무진하다. 특히, 그래핀은 강도, 열전도율, 전자이동도 등 여러 가지 특성이 현존하는 물질 중 가장 뛰어난 신물질로 디스플레이, 이차전지, 태양전지, 자동차, 조명 등 다양한 산업에 응용되어 관련 산업의 성장을 견인할 전략적 핵심 소재로서 각광받고 있다.
투명 전극 재료는 광학적으로 가시광선 영역에서의 투과율이 80% 이상의 전기광학적 특성을 만족시켜야 하며 전하를 운반할 수 있는 전하가 충분하고 이들 전하가 쉽게 움직일 수 있는 구조를 가지고 있는 것이 중요하다. 투명 전극은 면저항의 영역에 따라 다음과 같은 응용분야에 주로 사용된다.
- 10~100 Ω/sq - OLED 디스플레이 및 태양전지
- ∼100 Ω/sq - PDP 광학필터 및 전자차폐재
- ∼500 Ω/sq - 터치스크린 등

2007년 삼성 사에서 출시된 갤럭시는 기존 통화 중심의 휴대폰 시장을 정보전달 중심의 스마트폰으로 변화를 가져왔으며, 터치스크린에서도 저항막방식에서 멀티터치가 가능한 정전용량 방식으로 전환시키며 투명전극의 요구 면저항 값을 400 Ω/sq대에서 150 Ω/sq대로 올렸고, 지금까지 개발되어오던 투명전극 대체제들의 활용폭을 크게 감소시켰다. 이러한 상황 속에서 최근 몇년간 고투명도, 저면저항, 고유연성을 함께 갖춘 새로운 개념의 투명전극 소재 개발에 대한 요구가 증대되어오던 상황이었다. 이러한 중요한 시기에 등장한 그래핀은 불과 6년이란 짧은 기간에 수십인치 크기의 대면적 합성 기술이 개발되어 면저항값 30 Ω/sq 이하, 투명도 90%대 이상을 달성하였다. 특히, 그래핀 필름을 합성기판에서 분리하여 소자가 구현될 기판으로 전사(transfer printing)하는 방법을 이용하여 고무기판위에 10% 이상의 변형에서도 전기적 특성을 잃지 않는 신축성 투명 전극을 개발하는데 성공하여 최근 발표하였다. 현재까지 개발된 그래핀 지부는 ITO에 비해 산업적, 양산성 측면에서 취약한 면이 있으나, 우수한 기계적 특성, 높은 열전도, 낮은 재료 소모량 등 여러 측면에서 장점들을 가지고 있다.
그 외로 그래핀의 응용 분야는 터치패널, 플렉서블 디스플레이, 고효율 태양전지, 방열필름, 코팅 재료, 초박형 스피커, 이차전지용 전극, 초고속 충전기 등 다양하다.

## 시장 규모
그래핀 소재의 시장규모는 2030년까지 매년 22.1% 증가, 세계시장 규모가 600조원에 이를 것으로 전망된다. 그래핀은 아직 상용화되지 않았지만 2016~2018년부터 대량생산될 것으로 예상되어 왔다.
그래핀은 향후 10~20년에 걸쳐 기존의 전도성 소재와 필름재 등을 대체하며 시장규모가 폭발적으로 증가할 것으로 예상되며, 그래핀을 이용한 완제품 및 그래핀 생산에 필요한 기계장비들의 시장규모가 급증할 것으로 보인다.

## 제조법
안드레 가임과 콘스탄틴 노보셀로프가 그래핀을 최초 만들어낸 것은 흑연을 스카치테이프에 붙인 후 그것을 떼었다 붙였다를 반복하는 방법으로, 이는 물리적 박리법으로 구분된다. 이는 그래핀의 존재를 증명하는데는 성공했으나 대면적의 그래핀을 만드는 것이 불가능하고, 무엇보다 산업적으로 필요한 대량생산에 적합지 않아 그 후 산업계에서 쓰일 수 있는 다양한 방법들이 연구되어 왔다.
그래핀 상용화의 걸림돌 중 하나는 큰 면적의 그래핀을 만들기가 힘들었다는 점이었다. 현재 가장 넓은 면적의 그래핀을 만드는데 성공한 것은 화학증착법에 의하여 구리 호일에 그래핀을 형성한 후 롤투롤(roll-to-roll) 공정에 의하여 구리 호일을 제거하고 원하는 표면에 그래핀을 증착시키는 방식이다. 이는 일반적인 라미네이팅 공정에서 쓰이는 기계 장비로 제조가 가능하여 상업화에 가까이 다가섰다는 받는
그래핀 제조 방법은 크게 다음과 같이 분류된다.

### 물리적 박리법
물리적 박리법은 여러 층으로 구성된 흑연 결정에서 기계적인 힘으로 한 층을 벗겨내어 그래핀을 만드는 방법이다. 연필심에서 종이로 흑연의 얇은 막이 밀리면서 글씨가 부드럽게 써지듯이, 물리적 힘을 이용해 흑연 결정으로부터 한겹씩 그래핀을 생성시키는 방법이다. 상대적으로 낮은 에너지가 필요하고, 넓은 면적으로 만드는 것이 불가능하며, 결함의 비율이 높고 대량생산이 불가능하다는 단점이 있다. 안드레 가임과 콘스탄틴 노보셀로프 교수는 흑연을 스카치테이프에 놓고 스카치테이프의 양끝을 붙이고 떼어내는 것을 반복하는 방법으로 그래핀을 최초로 분리하였는데 이것이 물리적 박리법이다.

### 화학 증기 증착법
화학 증기 증착법을 이용한 그래핀의 합성은 비교적 뛰어난 결정질을 갖는 단층 내지 수층 정도의 그래핀을 대면적으로 얻을 수 있는 방법으로, 그래핀을 성장시키고자 하는 기판표면에 높은 운동 에너지를 지닌 기체 또는 증기형태의 탄소 전구체를 흡착-분해시켜 탄소원자로 분리시키고 해당 탄소원자들이 서로 원자간 결합을 이루게 함으로써 결정질 그래핀을 성장시키는 방법이다.
촉매없이 흑연과 같은 sp2 결합구조를 지니는 탄소구조체를 합성하기 위해서는 열역학적으로 매우 높은 온도와 압력을 필요로 하기 때문에, 높은 결정질을 지니는 그래핀을 화학기상증착법을 이용하여 비교적 낮은 온도(~1273 K)에서 합성하기 위해서는 전이금속촉매가 필요하다고 보는 견해가 지배적이다. 촉매로서 가장 많이 사용되는 금속은 구리와 니켈이며, 그 외 금, 백금, 루테늄, 저마늄, 철, 이리듐 등의 촉매 위에서도 합성되었다.

### 화학적 박리법
화학적 박리법은 흑연의 산화 - 환원 특성을 활용한 방법이다. 먼저 흑연을 강산과 산화제 등으로 산화시켜 산화 흑연(Graphite Oxide)을 제작한다. 산화 흑연은 친수성이어서 물분자가 면과 면사이로 삽입되는 것이 용이하므로, 물과 닿게 하면 산화 흑연의 강한 친수성으로 물 분자가 면과 면 사이에 침투한다. 이로 인해 면간 간격이 늘어나 장시간의 교반이나 초음파 분쇄기를 이용해 쉽게 박리시킬 수 있다. 그 종류에는 용액 환류, 수용액성 카르보디마이드, 하이드라진 분쇄가 있다.
공통적으로 미세한 흑연 결정을 강한 황산과 질산 혼합물에 넣어 그래핀 판들의 가장자리에 카르복실 화합물들이 붙어 있게 한다. 염화 티놀에 의해 산염화물로 바뀌고 다시 옥타데실아민을 써서 그래핀 아미드(Graphine-COOH)를 만든다. 이것들을 테트라히드로푸란, 테트라클로로메탄, 디클로로에탄같은 용액을 이용해 환수하면 분쇄가 일어나고 개별의 그래핀 판들이 생성된다.
하이드라진으로 환수하는 것은 그래핀의 20~30%를 잃을 수 있다. 마지막으로 카르보디마이드를 써서 분쇄하면 그래핀이 불안정하고 그래핀 시트가 그래핀 덩어리로 부서질 수 있다. 이 세가지 방법은 모두 박리된 그래핀의 질이 좋지 않다는 단점이 있다.

### 에피텍셜 합성법
에피텍셜 합성법은 실리콘 카바이드(SiC)와 같이 탄소가 결정에 흡착되거나 포함되어 있는 재료를 약 1,500 °C의 고온 상태에서 열처리하여 그래핀을 형성한다. 열처리 공정 중 탄소가 실리콘 카바이드 표면의 결을 따라 성장하면서 그래핀이 형성된다. 에피텍셜 합성법은 기계적 박리법이나 화학적 증착법에 의해 성장된 그래핀보다 특성이 뛰어나지 못하며 재료가 비싸고 제작이 어렵다.

## 같이 보기
- 그래페인
- 그래파인
- 실리센
- 실리콘

## 참고 문헌
- Castro Neto, Antonio H. (2012). “Selected topics in graphene physics”. 《Lecture Notes in Physics》 843: 117–144. arXiv:1004.3682. doi:10.1007/978-3-642-10449-7_3.
- 조, 윤상 (2013). “차세대 신소재 그래핀의 기술동향”. 《산업은행 기술평가부 보고서》 843: 85–102.